# 飓风曼努埃尔
飓风曼努埃尔（英語：Hurricane Manuel）是2013年9月在墨西哥大部分地区引发洪灾的破坏性热带气旋，源于9月13日阿卡普尔科以南的一片强烈低气压区，是这年东北太平洋形成的第15场获命名的风暴和第7场飓风。由于高空环境有利，系统在北上期间增强成热带风暴。次日，气旋迂回向西前进，并在增强至接近飓风强度后于9月15日首度登陆。风暴因受陆地影响快速减弱，其中心于9月16日在墨西哥上空消失。曼努埃尔的残留继续向西北方向进入加利福尼亚湾，于次日重新组织成热带气旋。9月18日，系统开始蜿蜒向东北方向移动，并在此期间成为热带风暴。此后不久，气旋达到飓风标准，并以最高强度从库利亚坎以西不远处登陆。受墨西哥高山地形的影响，风暴在陆地上空迅速弱化，于9月20日清晨完全消散。
面对风暴迫在眉睫的威胁，墨西哥多个市镇进入灾害预警状态。曼努埃尔首次登陆时就在墨西哥南部引发极其严重的洪灾，造成大范围财产和农业损失，估计有近100万人直接受到影响。格雷罗州有97人丧生，其中单阿卡普尔科就有18人，拉平塔达有71人因泥石流遇难。格雷罗州有46条河流泛滥，约3万套民宅受损，全州有2万人疏散到避难所。整个格雷罗州的灾后重建耗费达30亿墨西哥比索。气旋的影响范围向东一直延伸到特万特佩克地峡，这里也有300户人家流离失所。该地区至少有1万1591套民房被洪水摧毁，墨西哥在同一时期还受到大西洋飓风英格丽德的强烈冲击。
曼努埃尔第2次登陆后，多个城镇出现洪灾，锡那罗亚州有超过10万人无家可归，4人死亡。全国范围共有428个市镇在飓风的影响下沦为灾区。锡那罗亚州一共遭受了5亿墨西哥比索的损失。风暴过后，墨西哥军队被派往多个地区协助救灾工作。抢劫在受灾最严重的地区变得司空见惯，政府为此采取行动制止此类行径。总体而言，飓风曼努埃尔一共夺走了墨西哥123人的生命，经济损失超过550亿墨西哥比索。

## 气象历史
2013年8月下旬，一股东风波离开非洲海岸向西移动，于9月5日进入加勒比海，其轴线以北的部分之后发展成飓风英格丽德。9月10日，美国国家飓风中心宣布墨西哥西南近海在接下来几天里可能会有低气压发展，不过该系统会一直位于海洋上空。次日，这里发展出低气压，并且基本没有移动，其中包含的对流时断时续。由于系统接近陆地，还受到强烈风切变的制约，因此气象机构预计系统不会出现显著发展。9月12日，外界环境略有改观，对流的组织结构得到改善。协调世界时9月13日中午12点，美国国家飓风中心将系统归类为第十三号热带低气压并开始发布公告，表明该天气系统中已经有足够多层次分明的环流。风切变这时已基本消失，气旋所处海域水温也比较高，这些因素都有利于强化，只是其位置距陆地较近，还受到热带辐合带的影响，这两项因素对热带气旋发展不利。

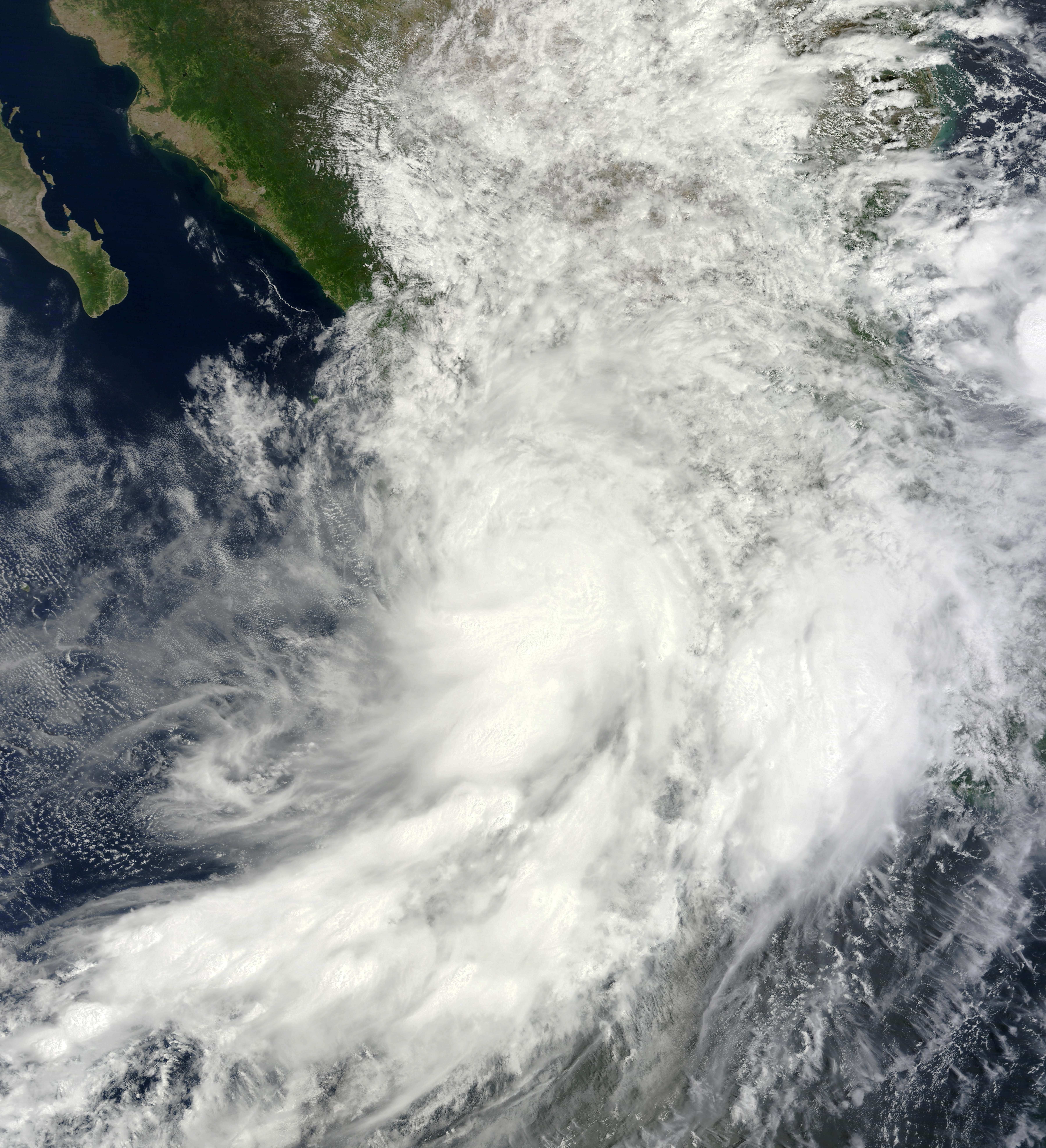
9月15日，位于墨西哥西部上空的热带风暴曼努埃尔

经过短短数小时的发展，低气压快速增强成热带风暴并获名“曼努埃尔”（Manuel）。到了9月14日清晨，气旋内已随雨带增长而发展出眼状特征。曼努埃尔位于东太平洋延伸到墨西哥的大规模天气系统内，坎佩切湾内的飓风英格丽德也在其中，庞大的系统带动曼努埃尔保持整体北上趋势。到9月15日清晨，曼努埃尔已发展出中心密集云区，中心的风眼有28公里宽。根据风暴结构和卫星强度估算，美国国家飓风中心估计气旋风速已达到每小时115公里，这属于风暴强度的第2波高峰，只略低于飓风标准。该机构还指出，由于水温较高，大气环境湿润，风切变也少，风暴有可能进一步强化成飓风。受北面副热带高压脊出现微弱环节的影响，曼努埃尔起初得以继续保持整体向东北偏北方向移动，但在达到第2波强度高峰后，风暴转向西南方向加速前进。9月15日，气旋以强烈热带风暴标准从米却肯州西南部的阿奎拉（Aquila）附近登陆，但美国国家飓风中心在当时的实际操作中以为曼努埃尔的登陆点是在科利马州的曼萨尼约附近。9月16日清晨，环流因受陆地影响而被扰乱，风暴降级成热带低气压，但仍在产生暴雨。当晚，曼努埃尔的下层环流中心在墨西哥西部上空消散。
气旋残留沿美国东南部上空的高压脊边缘向西北方向移动，于9月16日晚进入开放海域上空。外界环境虽然只有小幅改善，但中心上空很快就有对流增长。9月17日下午18点，系统在重新发展出层次分明的环流后再生成热带低气压。气旋沿高压脊边缘缓慢向西北方向移动，外界环境有利于进一步强化，但气象部门预计低气压会在未来几天内登陆下加利福尼亚半岛。虽然对流格局起初杂乱无章，但系统还是于9月18日再度达到热带风暴强度。当晚，对流逐渐组织，其中心发展出风眼，曼努埃尔也在9月19日凌晨0点升级成飓风，成为1949年开始有纪录以来首场登陆墨西哥本土后再达到飓风强度的东北太平洋热带气旋。风暴略朝北面转向，因此与陆地间发生相互影响的时间要早于预期。9月19日中午12点左右，曼努埃尔以飓风强度的最低标准从库利亚坎以西不远处登陆。进入墨西哥西部高原上空后，气旋迅速减弱成热带风暴。9月20日凌晨0点，系统环流在西马德雷山脉上空消散。

## 防灾措施
9月13日下午，阿卡普尔科到拉萨罗卡德纳斯之间地区接获热带风暴警告。36小时后，由于气象机构预测曼努埃尔会在登陆前升级成飓风，拉萨罗卡德纳斯到曼萨尼约之间地区收到飓风警告。9月15日晚，飓风警告生效地区以北接获热带风暴观察预警。到了次日清晨，所有预警和警告均予中止。除上述预警和警告外，米却肯州南部还发布了“橙色”预警，该州其它地区和格雷罗州则进入黄色预警生效状态。纳亚里特州、科利马州、哈利斯科州、瓦哈卡州和锡那罗亚州部分地区进入级别较低的预警状态。米却肯州的拉萨罗卡德纳斯和阿特亚加（Arteaga）有25户居民疏散。9月17日，科利马州的学校全部停课。
曼努埃尔在加利福尼亚湾重新发展成热带气旋后，马萨特兰以北附近地区和下加利福尼亚半岛西南部接获热带风暴观察预警。次日，托波洛万波（Topolobampo）以南地区进入飓风观察预警生效状态。9月18日晚上21点，飓风观察预警升级成飓风警告。与此同时，飓风观察预警生效地区以南直至马萨特兰之间地区收到热带风暴警告。9月19日晚风暴登陆后，所以预警和警告均予中止。
9月18日，首度面临气旋威胁的索诺拉州有13个市镇进入警戒状态。下加利福尼亚半岛海岸沿线有7个港口关闭。马萨特兰、卡波圣卢卡斯（Cabo San Lucas）和圣荷西得卡波（San José del Cabo）的港品均禁止小型船只通航和夜间出海。南下加利福尼亚州南部发布黄色预警信号，该州北部则进入绿色预警生效状态。锡那罗亚州的学校停课，该州有700人在风暴登陆前撤离，其中两个市镇就有365个市民疏散。纳沃拉托有超过60户家庭撤离。锡那罗亚州同样进入橙色预警生效状态。

## 影响
| 風暴       | 飓风季 | 损失，相當於 2023年美元 |
| ---------- | ------ | ----------------------- |
| 曼努埃尔   | 2013   | $54.9億                 |
| 保罗       | 1982   | $49.3億                 |
| 伊尼基     | 1992   | $39.1億                 |
| 比阿特丽斯 | 1993   | $35.9億                 |
| “墨西哥”   | 1959   | $29.3億                 |
| 奥迪尔     | 2014   | $15.7億                 |
| 奥克塔夫   | 1983   | $15.7億                 |
| 阿加莎     | 2010   | $15.4億                 |
| 阿莱塔     | 1982   | $14.4億                 |
| 诺曼       | 1978   | $14億                   |

大概就在曼努埃尔首次登陆期间，大西洋飓风英格丽德也沿墨西哥东海岸登陆，这也是1958年以来首次有两个热带气旋在24小时内袭击墨西哥，该国蒙受的损失数额超过550亿墨西哥比索，其中单道路所受破坏价值就达20亿墨西哥比索。飓风曼努埃尔一共夺走123条人命，其中104人属风暴直接导致。该国有约5万9000人疏散，其中3万9000人躲进避难所。有约100万人直接受到曼努埃尔的影响。
受飓风曼努埃尔影响，墨西哥大部分地区在长达7天的时间里普降暴雨，特别是该国山区，飓风英格丽德和大范围的西南向季风也助长了雨势。多地降雨量超过250毫米，其中格雷罗州圣伊西德罗测得的降雨量最高，达1110毫米。附近的阿卡普尔科测得的降雨量也有450毫米。更北面的米却肯州最高降雨量为562毫米。气旋第2次登陆后，库利亚坎降下470毫米雨量，附近的桑那罗纳（Sanalona）降水也达到389毫米。

### 瓦哈卡州
吉卡扬（Jicayan）有10套民房因风暴受损，1所学校被淹，报道还称海上有1艘船失踪。特万特佩克地峡沿岸有300户居民无家可归。风暴还令约5000只动物死亡。瓦哈卡州共有200公顷农作物被毁，不过全州遭受的破坏程度总体不及格雷罗州。瓦哈卡州有19个社区同外界的联络中断，共计4人丧生。全州有77个市镇受到风暴引发的洪灾影响，约1万人受灾。

### 格雷罗州

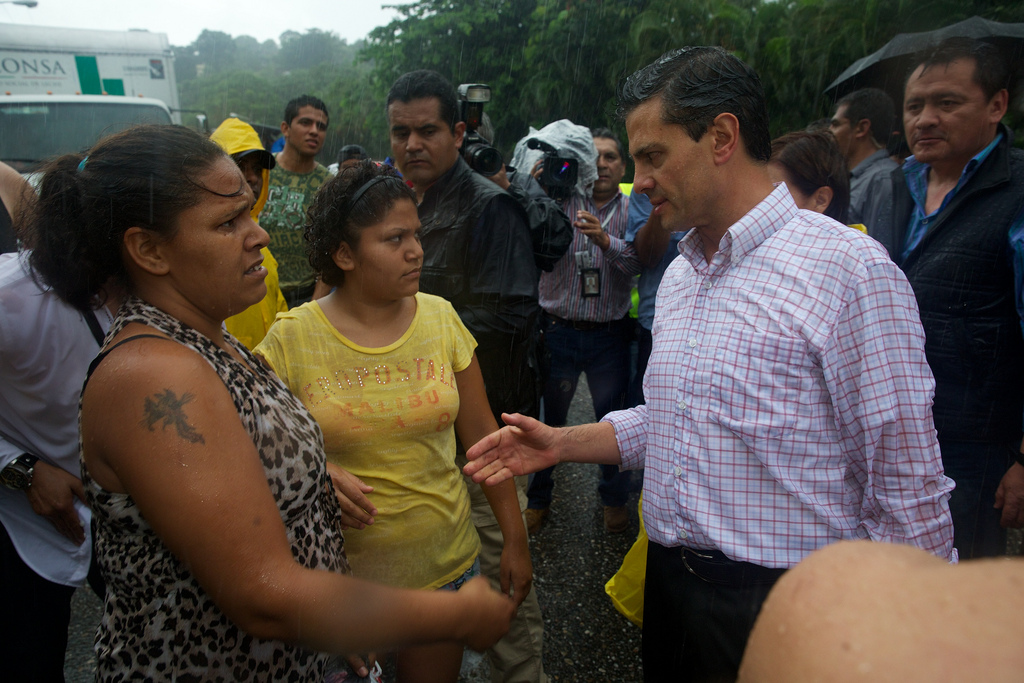
2013年9月16日，墨西哥总统恩里克·佩尼亚·涅托和内政部长米格尔·安赫尔·奥索里奥·庄在阿卡普尔科周边灾区视察。

格雷罗州至少有97人遇难，约3万套住宅受损，其中1万1591套房屋遭受的破坏程度较为严重。被毁的民房至少有1万1000套，2万人撤离到避难所躲避，其中有1万2000人分布在47个避难所内。全州有24条河流泛滥，至少32条道路受损，4座桥梁倒塌。
阿卡普尔科以西的边远渔村拉平塔达（La Pintada）生活有约400居民，9月14日这里发生泥石流，只花几分钟时间就席卷了镇中心。许多居民怀着恐慌和迷惑在镇上徘徊，直到两天后有关泥石流的消息才逐渐为大众所知。整个村庄有71人丧生，有过半区域被泥石流摧毁，其中还包括20套民宅，警方共计疏散了334人，有30人经选中后留在当地，直至所有遇难者的身份确认为止。拉平塔达的幸存者中有许多都受了伤，其中1人重伤。
阿特拉马哈尔辛戈德尔蒙特市镇有1名女性因住房倒塌死亡。格雷罗州首府奇尔潘辛戈有4人遇难。许多树木倒塌，多地报告停电。此外，附近的塞里托黎各大坝也几近决堤。特克潘（Tecpán）市镇有4条河流泛滥成灾，6人因山体滑坡丧生。许多山地社区与世隔绝，难以获得援助。

#### 阿卡普尔科

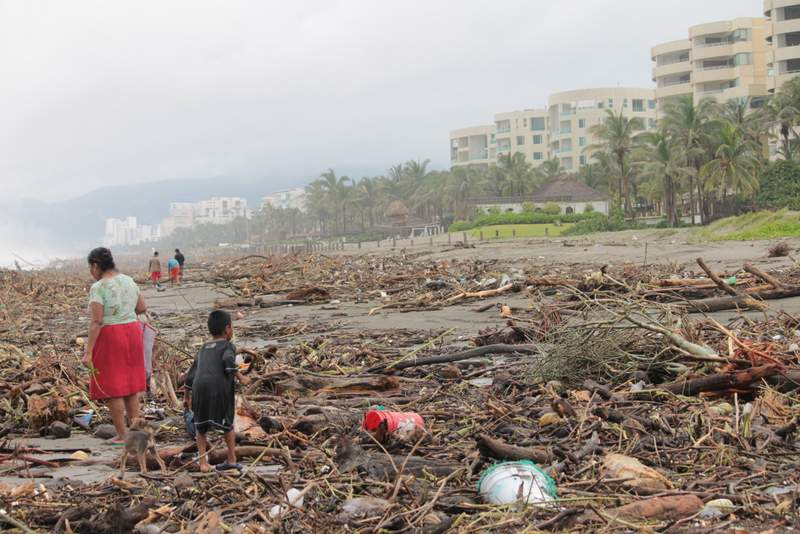
阿卡普尔科迪亚曼特的海滩上堆满了垃圾

阿卡普尔科市的受灾情况最为严重，全国广播公司在报道中称曼努埃尔是多年来对墨西哥破坏最严重的风暴。该市有18人死亡，其中1人是被倒塌的围墙压死。附近发生的一场车祸夺走了6名游客的生命，其中还有两名未成年人，这场车祸还令两段围栏和一艘船受损，导致另外两人受伤。阿卡普尔科附近河流泛滥，导致邻近社区的多套民居被淹。另据报道，当地发生数起相互间没有发现关联的人为破坏事件，还出现两起泥石流，造成一户民宅被毁，几条道路封闭。阿卡普尔科有一套民房因山体滑坡被毁，一家6口全部遇难。至少4万名在阿卡普尔科度过墨西哥独立日的游客因机场被淹而困在当地。此外，离开该市的几条主要道路都因山体滑坡而封闭。截至9月19日，军方已利用飞机将1万人转移到墨西哥城，但由于雷达无法正常使用，这一疏散工作面临困境。整个阿卡普尔科一共有1万3516套住宅受损。

### 科利马州
科利马州的洪灾程度较轻，沙纳尔（Chanal）的降雨量全州最高，有144毫米。多户家庭被迫撤离，州内许多水坝的蓄水量都已到达极限，许多通往曼萨尼约机场的道路封闭。伊斯特拉瓦坎（Ixtlahuacán）有50户家庭因河流泛滥的威胁而疏散，另外30户则被送往该州其他地区的避难所。阿尔瓦雷斯镇有一座桥梁倒塌。该州还有一名男子因试图过河而遇难。4棵大树被刮倒，风暴还摧毁了约1万5000公顷香蕉作物。总体而言，科利马州以伊斯特拉瓦坎、特科曼、曼萨尼约和科马拉（Comala）受灾最为严重，飓风曼努埃尔也成为1959年墨西哥飓风以来对科利马州产生破坏最严重的风暴，该州的损失总额超过4亿7900万墨西哥比索。

### 哈利斯科州
更北面的哈利斯科州出现轻度洪灾，全州有4人死亡。胡安娜卡特兰（Juanacatlan）1名26岁男子被洪水卷走后身亡，特奥库蒂特兰德科罗纳1名12岁男童因跌入水坝溺毙。库奥蒂特兰（Cuautitlan de Garcia Barragan）还有1名男子因车冲入山沟而遇难。哈利斯科州共有1500人从家中撤离，588所学校停课，超过4万名学子因此待在家里。州内有多座桥梁倒塌，该州以南部、瓜达拉哈拉以及沿海地区受灾最为严重，部分区域发生洪灾和山体滑坡。整个哈利斯科州一共有56个市镇受灾。

### 锡那罗亚州
曼努埃尔第2次登陆前不久，特帕奇特兰有1名渔夫丧生，还有1人因从捕虾船上摔下而遇难。1名卡车司机和1个年仅5岁的孩子死亡，孩子的母亲失踪。马萨特兰、罗萨里奥（El Rosario）和埃斯昆纳帕（Escuinapa）出现洪灾。安戈斯图拉（Angostura）、莫科里托（Mocorito）、纳沃拉托和库利亚坎被洪水淹没，引起中等程度破坏。安戈斯图拉有许多居民被困在自家屋顶，纳沃拉托沿海地区被淹，有关部门称有500人无家可归，数以百计的树木倒塌，多条输电线缆中断。受河道溢流的影响，莫科里托部分地区与世隔绝，市里的积水和堆叠的垃圾有2米深。库利亚坎的洪灾程度较轻。辛尼托几乎所有的道路都被摧毁，海上还有24艘船受损。整个锡那罗亚州共有10万人流离失所，共3000人疏散到62个避难所。全州有70个社区受到这场风暴的破坏，有10个市镇的14万6000居民直接受到曼努埃尔的影响，经济损失总额达5亿墨西哥比索。

### 其它地区
米却肯州出现洪灾，许多人只能等待空中救援，该州经报道有两人遇难。杜兰戈州有42套民宅受损，导致50位居民被困。气旋掠过下加利福尼亚半岛期间，拉巴斯测得0.61米高的海浪，风速则为每小时42公里。锡那罗亚州的最高降雨量出现在库利亚坎，达415毫米。曼努埃尔消散后的残留还给德克萨斯州大范围地区带去充沛雨量。墨西哥湾的水分和逐渐逼近的冷锋令降水进一步增多。奥斯汀地区因此出现局部洪灾，多条潛水橋被迫封闭。9月20日，位于马布里军营的气象站测得74毫米降水，创下该站的单日纪录。根据雷达数据估算，德克萨斯州西部局部地区的降雨量有可能高达200毫米。金布尔县有一条公路因洪水封闭。阿肯色州中部普遍测得51至114毫米降水。

## 善后
| 飓风         | 飓风季 | 死亡人数 | 来源                                    |
| ------------ | ------ | -------- | --------------------------------------- |
| 墨西哥       | 1959   | 1800     | [ 112 ]                                 |
| 保罗         | 1982   | 1696     | [ 113 ] [ 114 ] [ 115 ] [ 116 ] [ 117 ] |
| 丽莎         | 1976   | 1108     | [ 118 ] [ 119 ]                         |
| 塔拉         | 1961   | 436      | [ 120 ]                                 |
| 阿莱塔       | 1982   | 308      | [ 121 ] [ 122 ]                         |
| 宝莲         | 1997   | 230–400  | [ 123 ]                                 |
| 阿加莎       | 2010   | 190      | [ 124 ] [ 47 ]                          |
| 曼努埃尔     | 2013   | 169      | [ 50 ]                                  |
| 蒂科         | 1983   | 141      | [ 125 ] [ 126 ]                         |
| 伊斯梅尔     | 1995   | 116      | [ 127 ]                                 |
| 下加利福尼亚 | 1931   | 110      | [ 128 ] [ 129 ]                         |
| 马萨特兰     | 1943   | 100      | [ 130 ]                                 |
| 利迪娅       | 1981   | 100      | [ 47 ]                                  |

风暴过去后，阿卡普尔科进入紧急状态，共有约1万2000件物品经空运送往当地。格雷罗州各地一共开设了662个损赠中心，全州一共花费了30亿墨西哥比索修复风暴造成的破坏。经济部长还另批了1亿墨西哥比索用于该州救灾。此外，财政部宣布有120亿墨西哥比索资金可供使用。墨西哥红十字会将收集到的货物运往灾区，其中又以格雷罗州占比最高，还提供了400万零79吨援助物资。当地部门也提供了2万9000吨个人或家居用品。无国界医生在5个避难所内分发了2800升水、食品和药品。国家自然灾害基金提供8700万欧元用于购买包括食品、床垫、饮用水和药物在内的必需品。水任务国际事工向约2万人提供饮用水。世界展望会墨西哥分会向80户家庭提供用于遮盖屋顶的塑料布，该组织还向76户家庭提供了蚊帐，还捐赠了包括大米、油、沙丁鱼、糖、盐、饼干、豆类在内的多种食品和杂货。基督复临会发展救济局墨西哥分部是最早向灾民伸出援手的组织之一，到10月上旬时已经向8000人提供帮助。
瓦哈卡州有42个市镇沦为灾区，格雷罗州有56个市镇经宣示为灾区，米却肯州也有9个市镇成为灾区。整个墨西哥沦为灾区的市镇一共有428个，并且一共因飓风曼努埃尔和英格丽德发布了155次紧急声明。米却肯州、哈利斯科州的21个市镇宣布进入紧急状态，不过到10月中旬时均已解除。
墨西哥设立了32个灾害评估委员会，协助估算和分析公共基础设施所受破坏的价值，还有小组委员会协助估算学校、房屋和供水设施的损失。奇尔潘辛戈和阿卡普尔科各开设了10个避难所。所有在拉平塔达泥石流灾害中幸存的村民都被转送至阿卡普尔科的篮球场，每人还拿到150美元的抚恤金。由于阿卡普尔科机场的商用航班停飞，墨西哥国际航空和英特捷特航空提供专机用于运送援助物资。

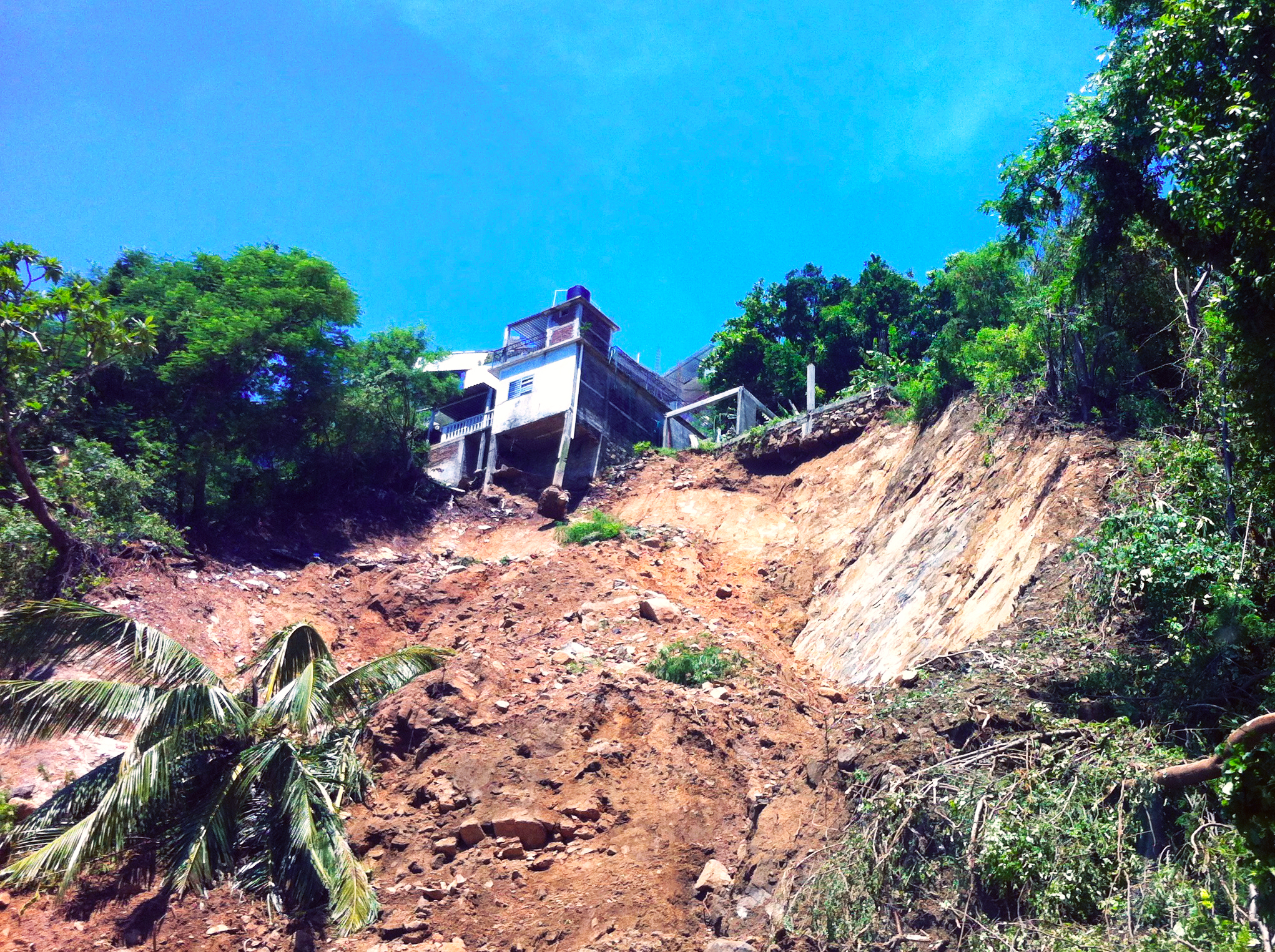
阿卡普尔科到格雷罗州皮德拉谷安斯塔的高速公路发生山体滑坡

截至9月18日，格雷罗州已经恢复供电。阿卡普尔科也在当天恢复供水和燃气服务。安戈斯图拉和纳沃拉托要求宣示为灾区以获取联邦援助。风暴第2次登陆后不到12小时，锡那罗亚州已有2万6000套住宅恢复供电。因面临另一场泥石流的威胁，拉平塔达的搜救工作不得不暂停，但到9月20日时，100名救援人员已经恢复搜救工作，为了挖出遇难者遗体，他们经常需要挖开淤泥。
媒体批评墨西哥政府对两场飓风准备不足，其中一份报纸称政府“缺乏协调”，而且把精力分散在“周末的独立日庆典”上，低估了两场风暴的威胁。多家媒体指责格雷罗州州长安吉尔·阿吉雷（ángel Aguirre）在曼努埃尔首度对该州构成威胁时还在持续通宵的聚会上饮酒作乐。阿吉雷之后发表电视讲话，承认自己涉身政治腐败，而且州内还有许多酒店和民房修筑在不安全的地方。墨西哥参议院因此要求对情况展开调查。
为了配合救援工作，墨西哥陆军和海军陆战队对房屋被淹的家庭提供帮助。此外，军方还向阿卡普尔科提供了60吨粮食和8000升水，并设立航空基地空运援助物资。有关部门加紧清理两条高速公路上的石块及其它垃圾，以便恢复阿卡普尔科同外界的交通联系。超市在飓风过后出现抢购，阿卡普尔科有许多愤怒的灾民开始冲进商店、豪华酒店甚至他人的家里抢劫，海军陆战队员因此在多家商店外站岗，制止更多的盗窃活动。墨西哥总统恩里克·佩尼亚·涅托走访了大部分灾区，承诺重建阿卡普尔科和拉平塔达。2014年5月26日，拉平塔达已建好125套新居，重新对外界开放。
飓风曼努埃尔对墨西哥造成严重破坏，世界气象组织因此决定将其名称除名，今后永远都不会再在东北太平洋风暴命名时采用。用于取代的新名称是“马里奥”，计划于2019年太平洋飓风季首度使用。